# Video virale

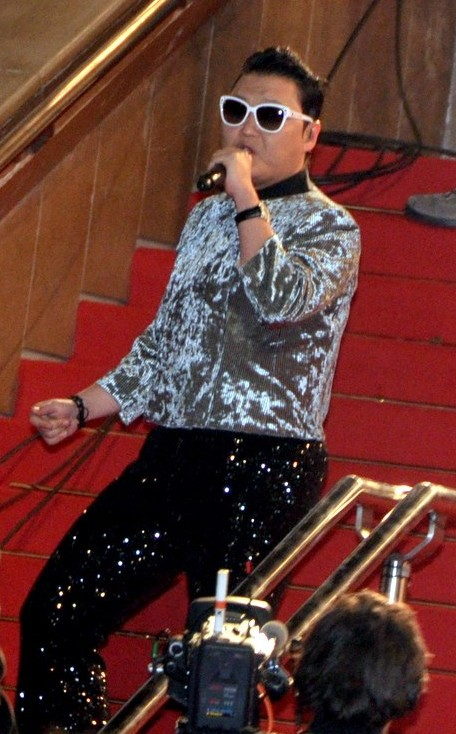
Il video Gangnam Style è stato il più visto su YouTube dal 24 novembre 2012 all'11 luglio 2017.

Con il termine video virale ci si riferisce ai filmati che hanno acquisito popolarità attraverso lo scambio su internet, principalmente attraverso siti di condivisione di video, media sociali ed email, mutuando dal termine medico "virus" poiché si propaga in modo diffuso e rapido.

## Tipologia
I video virali spesso sono di contenuto umoristico ed includono sketch televisivi comici, come The Lonely Island, Lazy Sunday o Dick in a Box, video amatoriali come Star Wars Kid, i video Dramatic Chipmunk, "Numa Numa", Evolution of Dance, Chocolate Rain, i video di Keenan Cahill su YouTube; e produzioni destinate direttamente al web come I Got a Crush... on Obama. Occasionalmente anche video realizzati durante alcuni eventi si sono diffusi a macchia d'olio e sono diventati dei video virali. Il fenomeno si è acuito anche grazie al proliferare degli smartphone. Per definizione, il connotato di "viralità" del video è inaspettato e, spesso, accidentale, non può essere previsto a priori. Proprio per questo motivo, qualora il contenuto sia un cosiddetto video sponsorizzato, realizzato cioè da una marca, risulta molto importante l'aspetto della distribuzione per fare in modo che il video riesca a diffondersi capillarmente nel web.